# 応用美術

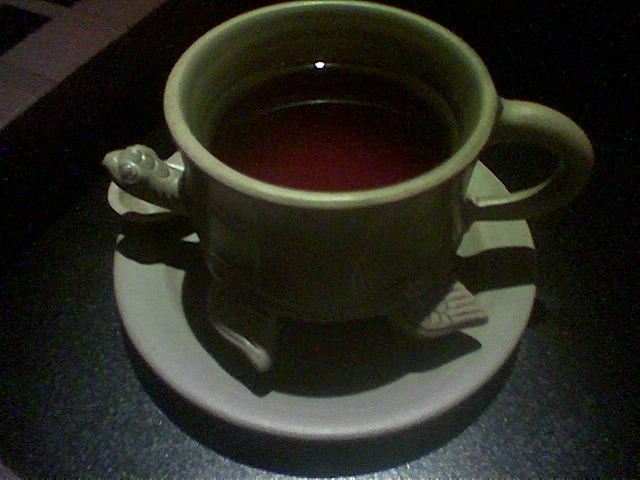
亀の形をカップに応用した例。

応用美術とは美術を日用品や行事などへ応用することを指し、この過程をデザインという。ファインアートが見るものに知的興奮や理論的な感覚を与えるのに対し、応用美術ではデザインを組み入れた、例えばコップ、雑誌、装飾的な公園のベンチなど実用本位の物体への創作的発想である。装飾美術との間にかなりの重複があるものの、それらは別個の概念とされる。
インダストリアルデザイン、グラフィックデザイン、ファッションデザイン、インテリアデザイン、装飾美術、実用美術などの分野は応用美術と考えられている。創造的、抽象的な環境において、建築や写真は応用美術と考えられる。多くの応用美術はコレクションされることが可能で、陶磁器、織物、宝飾品、ガラス製品、家具、玩具、車、エレキギター、そのほか映画のポスターや古い広告などのような商業環境での様々な形式の画像などがその蒐集対象となる。

## 運動
- アール・デコ
- アール・ヌーヴォー
- アーツ・アンド・クラフツ

## 註
- Herbert, Frank (1915). The Lesson in Appreciation: An Essay on the Pedagogics of Beauty. Original from the University of Wisconsin - Madison: The Macmillan Company. p. 163
- Charles Russell Richards, National Society for Vocational Education, University of the State of New York (1922). Art in Industry. The Macmillan Company. p. 385